# Форрестер, Патрик Грэм
Па́трик Грэм Фо́ррестер (англ. Patrick Graham Forrester; род. 1957) — астронавт НАСА. Совершил три космических полёта на шаттлах: STS-105 (2001, «Дискавери»), STS-117 (2007, «Атлантис») и STS-128 (2009, «Дискавери»), совершил четыре выхода в открытый космос, полковник Армии США.

## Личные данные и образование

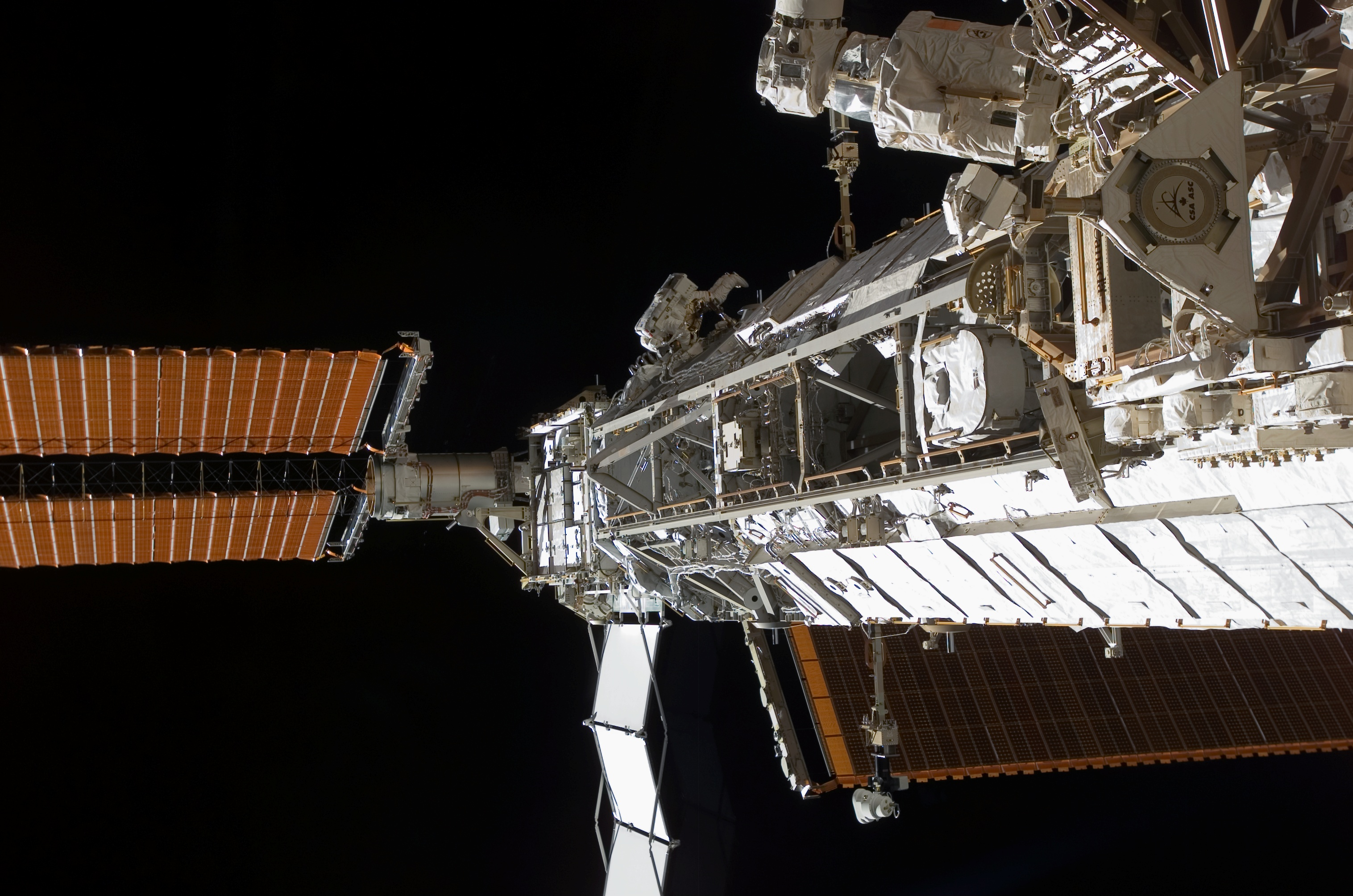
Форрестер работает в открытом космосе.

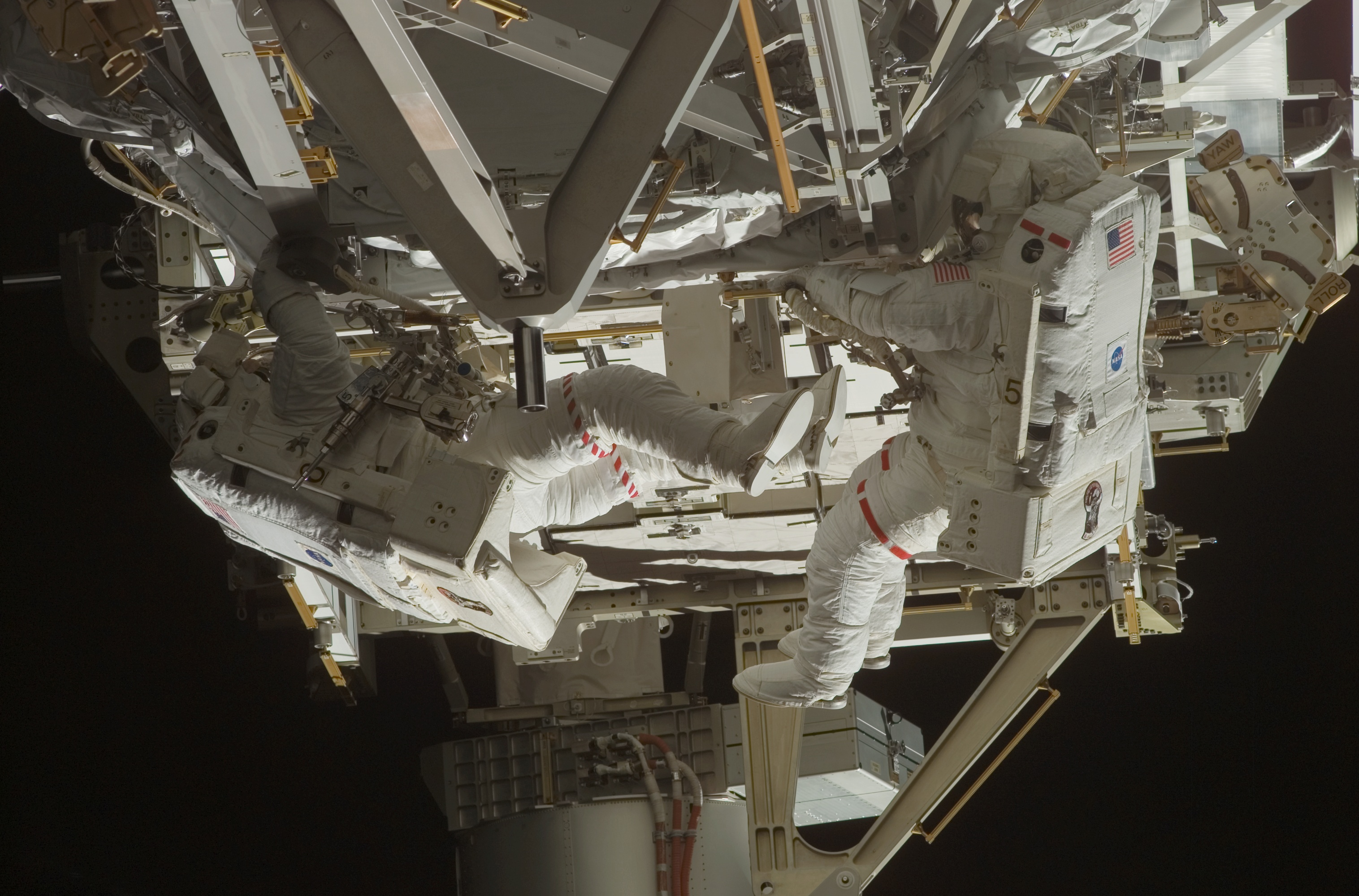
Форрестер (справа) и Свэнсон работают в открытом космосе

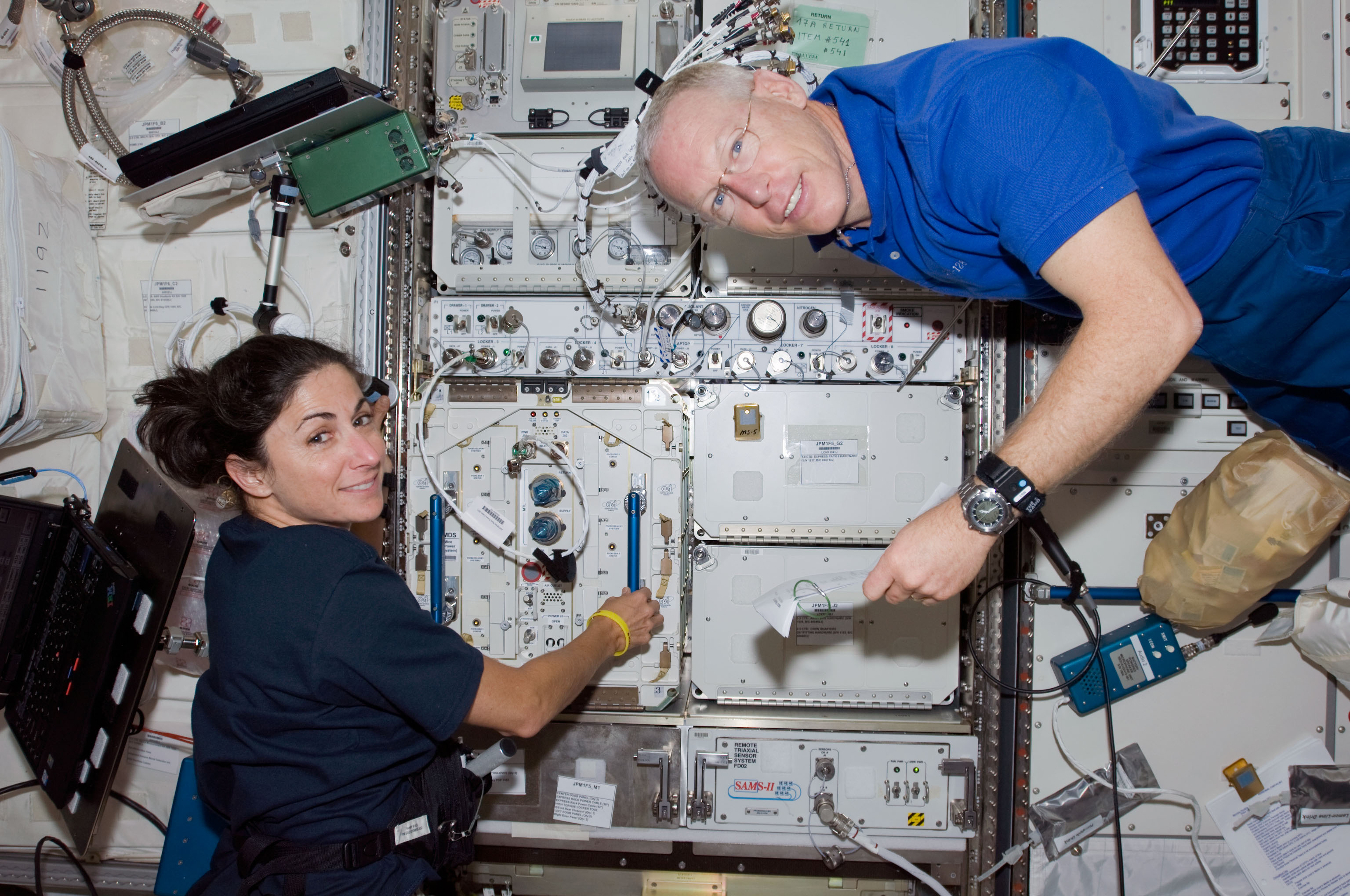
STS-128: Форрестер (справа).

Патрик Форрестер родился 31 марта 1957 года в городе Эль-Пасо, штат Техас. В 1975 году окончил среднюю школу в городе Спрингфилд, штат Виргиния. В 1979 году получил степень бакалавра в области машиностроения в Военной Академии США в Вест-Пойнте, штат Нью-Йорк. В 1989 году получил степень магистра наук в области машиностроения и аэрокосмической техники в Виргинском университете.
Женат на Диане Линн Моррис, она из Спрингфилда, штат Вирджиния, у них двое детей. Он любит бейсбол, бег, спортивные тренировки молодежи. Его родители, Рэндмонд (полковник в отставке) и Пэтси Форрестеры, проживают в Форт-Уолтон-Бич, Флорида. Её отец, Лурье Дж. Моррис (полковник в отставке), проживает в Праттвилле, штат Алабама. Её мать, Бетти Моррис, умерла..

## До НАСА
В июне 1979 года Форрестер пришёл в армию США, поступил в Авиационное училище и в сентябре 1980 года стал лётчиком. Был оставлен в авиационном училище летчиком-инструктором. В 1984 году он был переведён командиром взвода в штурмовой батальон вертолётов на Гавайи. Получив степень магистра в 1989 году, был назначен инженером лётных испытаний на авиабазе «Эдвардс», в Калифорнии. В июне 1992 года окончил Морское училище лётчиков-испытателей. В 1992 году был переведён в Авиационный технический испытательный центр, Форт-Ракер, штат Алабама. Прошёл обучение в : Школа парашютистов, Школа рейнджеров армии США, Общевойсковая школа офицеров, Колледж сотрудников штаба. Имеет налёт более 4 800 часов на 49 различных типах самолётов..

## Подготовка к космическим полётам
Принимал участие в 15-м наборе НАСА. 1 мая 1996 года был зачислен в отряд НАСА в составе шестнадцатого набора, кандидатом в астронавты. Стал проходить обучение по курсу Общекосмической подготовки (ОКП). По окончании курса, в 1998 году получил квалификацию «специалист полёта» и назначение в Офис астронавтов НАСА. Был направлен в Лабораторию электронного оборудования шаттлов.

## Полёты в космос
- Первый полёт — STS-105[3], шаттл «Дискавери». C 10 по 22 августа 2001 года в качестве «специалист полёта». Основным задачами STS-105 являлись доставка на Международную космическую станцию (11-й полёт шаттла к МКС[4]) третьего долговременного экипажа (МКС-3) и возвращение на Землю второго экипажа (МКС-2). Помимо этого, была осуществлены доставка расходуемых материалов[5] и дооснащение лабораторного модуля «Дестини»[6]. Во время полёта выполнил два выхода в открытый космос: 16 августа 2001 года — продолжительностью 6 часов 18 минут, была произведена установка на секции фермы P6 блока EAS с запасом аммиака, перенесли и установили два контейнерв PEC на шлюзовую камеру «Квест»[7]. 18 августа — 5 часов 29 минут, установили поручни OIH (от англ. Orbit-Installed Handrail) на поверхности модуля «Дестини»; проложили вдоль них два силовых кабеля LTA (от англ. Launch-to-Activation Heater) для установки секции фермы S0 в полёте STS-110[7]. Продолжительность полёта составила 11 суток 21 часов 13 минуту.[8].

- Второй полёт — STS-117[9], шаттл «Атлантис». C 8 по 22 июня 2007 года в качестве «специалиста полёта». Цель полёта — продолжение строительства Международной космической станции и частичная замена экипажа МКС. Доставка и монтаж сегментов ферменной конструкции S3/S4. Демонтаж временных панелей солнечных батарей и развёртывание нового комплекта солнечных батарей, которые обеспечат 25 % энергии для МКС. Во время полёта Форрестер выполнил два выхода в открытый космос: 13 июня 2007 года — продолжительностью 7 часов 16 минут. Во время выхода в космос астронавты Форрестер и Свэнсон контролировали процесс свертывания панелей солнечных батарей сегмента Р6 и, при необходимости, с помощью специальных инструментов, подправляли складывающиеся сегменты солнечных батарей. Хотя, астронавты затратили на эту работу на 45 минут больше, чем планировалось, удалось свернуть только 45 из 115 футов панели солнечной батареи. Процесс сворачивания солнечных батарей продолжился во время следующего выхода в открытый космос, который состоялся 15 июня. Затем астронавты продолжили работу по активации смонтированных на МКС солнечных батарей сегмента S3/S4. Астронавты снимали транспортные замки и крепления с механизма вращения панелей солнечных батарей. Однако, астронавтам не удалось выполнить эту работу до конца. Специалисты заподозрили, что два двигателя этого устройства подключены неправильно. Поэтому астронавты не стали снимать последние транспортные фиксаторы с поворотного устройства, чтобы избежать неконтролируемого вращения панели солнечных батарей.. 17 июня 2007 года — продолжительностью 6 часов 29 минут, Во время выхода, астронавты проверили правильность подключения моторов системы поворота вновь смонтированных солнечных батарей сегмента S3/S4 и подготовили систему поворота к штатной работе в составе МКС. Астронавты также установили ещё одну видео камеру, кабель компьютерной сети на модуле «Юнити» и противометеоритную панель на модуле «Дестини». Продолжительность полёта составила 13 суток 20 часов 12 минут[10].

- Третий полёт — STS-128[11], шаттл «Дискавери». C 29 августа по 12 сентября 2009 года в качестве «специалист полёта». Цель полёта: доставка научного оборудования, материалов и запасных частей для продолжения жизнедеятельности Международной космической станции. Замена одного члена долговременного экипажа МКС. Доставка научного оборудования в транспортном модуле «Леонардо». Модуль «Леонардо» совершил шестой полёт к МКС. Во время выходов в открытый космос совершена замена экспериментальных образцов, которые экспонировались на внешней поверхности европейского исследовательского модуля «Коламбус». Во время выходов в открытый космос астронавты заменили бак с аммиаком, который расположен на сегменте Р1 ферменной конструкции МКС. Аммиак используется на станции в качестве охлаждающей жидкости. Масса бака аммиака составляет около 800 кг (1800 фунтов). В модуле «Леонардо» расположены две стойки с научными приборами. В одной стойке размещены приборы, предназначенные для изучения физики жидкостей. В модуле «Леонардо» размещены также: холодильник, предназначенный для хранения экспериментальных материалов, и спальное место для экипажа МКС. До этого времени на станции имелось четыре спальных места: два в российском модуле «Звезда» и два в американском модуле «Гармония». Спальное место, доставленное на «Дискавери», временно размещено в японском модуле «Кибо». На шаттле доставлено более 700 кг (1600 фунтов) полезных грузов для обеспечения жизнедеятельности экипажа МКС. Кроме того, на станцию доставят около 2,8 тонн (6190 фунтов) запасных частей и оборудования, а также 2,7 тонн (6050 фунтов) расходуемых материалов. На станцию доставлены запасные части для системы регенерации воздуха в американском модуле «Дестини». Продолжительность полёта составила 13 суток 20 часов 54 минут[12].

Общая продолжительность внекорабельной деятельности (ВКД) за 4 выхода — 25 часов 30 минут. Общая продолжительность полётов в космос — 39 дней 14 часов 18 минут.

## После полётов
В январе 2011 года перешёл на работу в Центр космических исследований имени Джонсона, в Хьюстоне, штат Техас.

## Награды и премии
Награждён: Медаль «За космический полёт» (2001, 2007 и 2009), Медаль «За отличную службу» (США), Медаль похвальной службы (США), Медаль «За достижения», Медаль за службу национальной обороне (США), Медаль «За исключительные заслуги» (2008 и 2010) и многие другие.